# Peter Stewart (Langstreckenläufer)
Peter John Stewart (* 8. August 1947) ist ein ehemaliger britischer Mittel- und Langstreckenläufer.
1970 wurde er schottischer Meister, 1971 britischer Vizemeister und 1972 britischer Meister über 1500 m. In der Halle wurde er 1969 britischer Vizemeister über 1500 m und 1971 britischer Meister über 3000 m.
Bei den Leichtathletik-Halleneuropameisterschaften 1971 in Sofia gewann er Gold über 3000 m.
Sein Bruder Ian Stewart war ebenfalls als Langstreckenläufer erfolgreich.

## Persönliche Bestzeiten
- 1500 m: 3:38,22 min, 15. Juli 1972, London
- 1 Meile: 3:55,3 min, 10. Juni 1972, London
- 3000 m (Halle): 7:53,6 min, 14. März 1971, Sofia